# Atommacht

Karte der Atommächte (Stand: 2023)
Atommächte im Atomwaffensperrvertrag (NVV):
China, Frankreich, Russland, Vereinigtes Königreich, Vereinigte Staaten
Erklärte Atommächte außerhalb des NVV:
Indien, Nordkorea, Pakistan
Unerklärte Atommacht außerhalb des NVV:
Israel
Mitgliedsstaaten der Nuklearen Teilhabe:
Belgien, Deutschland, Italien, Niederlande, Türkei
Ehemalige Atommächte:
Belarus, Kasachstan, Südafrika, Ukraine

Atomwaffen im Besitz von Staaten (ca. 1950 bis 2010)

Als Atommacht oder Nuklearmacht (englisch nuclear weapon state) wird ein Staat bezeichnet, der über Kernwaffen verfügt und zusätzlich über Trägersysteme verfügt, um die Kernwaffen einsetzen zu können.
Als Atommächte gelten nach dem Atomwaffensperrvertrag (auch Nuklearer Nichtverbreitungsvertrag, NVV) von 1968 die fünf Länder USA, Russland, Großbritannien, Frankreich und die Volksrepublik China. Diese Länder haben vor dem 1. Januar 1967 eine Kernwaffe oder einen anderen Kernsprengkörper hergestellt und zur Explosion gebracht. Die fünf Länder sind zugleich die fünf Vetomächte bzw. ständigen Mitglieder des Sicherheitsrates der UN.
NATO-Länder, wie ab 1955 auch (West-)Deutschland, sind Teil der „nuklearen Teilhabe“.
Weitere bekannte Länder im Besitz von Kernwaffen sind Indien, Pakistan und Nordkorea. Von weiteren Ländern (Israel, Iran) wird vermutet, ein Kernwaffenprogramm zu betreiben oder anzustreben. Andere Länder wiederum haben angestrebte Atomwaffenprogramme offiziell aufgegeben (Südafrika). Ebenfalls gibt es Länder, denen die technischen Möglichkeiten zur nuklearen Bewaffnung eingeräumt werden, z. B. Japan oder Südkorea. Letztere sind jedoch keine Nuklearmächte und werden hier nicht behandelt.
Militärische Verbände im Besitz von Atomwaffen werden auch als Atomstreitkraft bezeichnet.
Die fünf Atommächte bekräftigten am 3. Januar 2022 in einem gemeinsamen Statement ihre Absichten, einen Atomkrieg und nukleares Wettrüsten vermeiden zu wollen.

## Offizielle Atommächte (NVV)
| Land                   | Erstzündung   | Erstzündung        | Kernsprengköpfe (davon aktiv und in Bereitschaft oder aktiv, aber gelagert) Stand 2023 | Trägersysteme            |
| Land                   | Atom- bombe   | Wasserstoff- bombe | Kernsprengköpfe (davon aktiv und in Bereitschaft oder aktiv, aber gelagert) Stand 2023 | Trägersysteme            |
| ---------------------- | ------------- | ------------------ | -------------------------------------------------------------------------------------- | ------------------------ |
| Vereinigte Staaten     | 16. Juli 1945 | 01. Nov. 1952      | 5044–5244 (3708)                                                                       | Triade (Land, See, Luft) |
| Sowjetunion / Russland | 29. Aug. 1949 | 12. Aug. 1953      | 5580–5589 (4380)                                                                       | Triade                   |
| Vereinigtes Königreich | 03. Okt. 1952 | 15. Mai 1957       | 0225 0(alle)                                                                           | See                      |
| Frankreich             | 03. Feb. 1960 | 24. Aug. 1968      | 0290 0(280)                                                                            | See und Luft             |
| Volksrepublik China    | 16. Okt. 1964 | 14. Juni 1967      | 0410–500 (alle)                                                                        | Triade                   |

Hinweis zu den Kennzahlen: Die in der Tabelle genannten Zahlen beruhen auf offiziellen Angaben der Staaten. Insbesondere die Daten von China und Großbritannien werden von Experten sowie ehemaligen IAEO-Mitarbeitern öffentlich angezweifelt. Großbritannien stellte 1997 die Veröffentlichung des jährlichen Bestandsberichts zum Kernwaffenprogramm ein und soll – entgegen offiziellen Stellungnahmen – mit den USA neue Kernwaffen entwickeln.

Siehe auch die aktuellen Schätzungen der Kennzahlen.

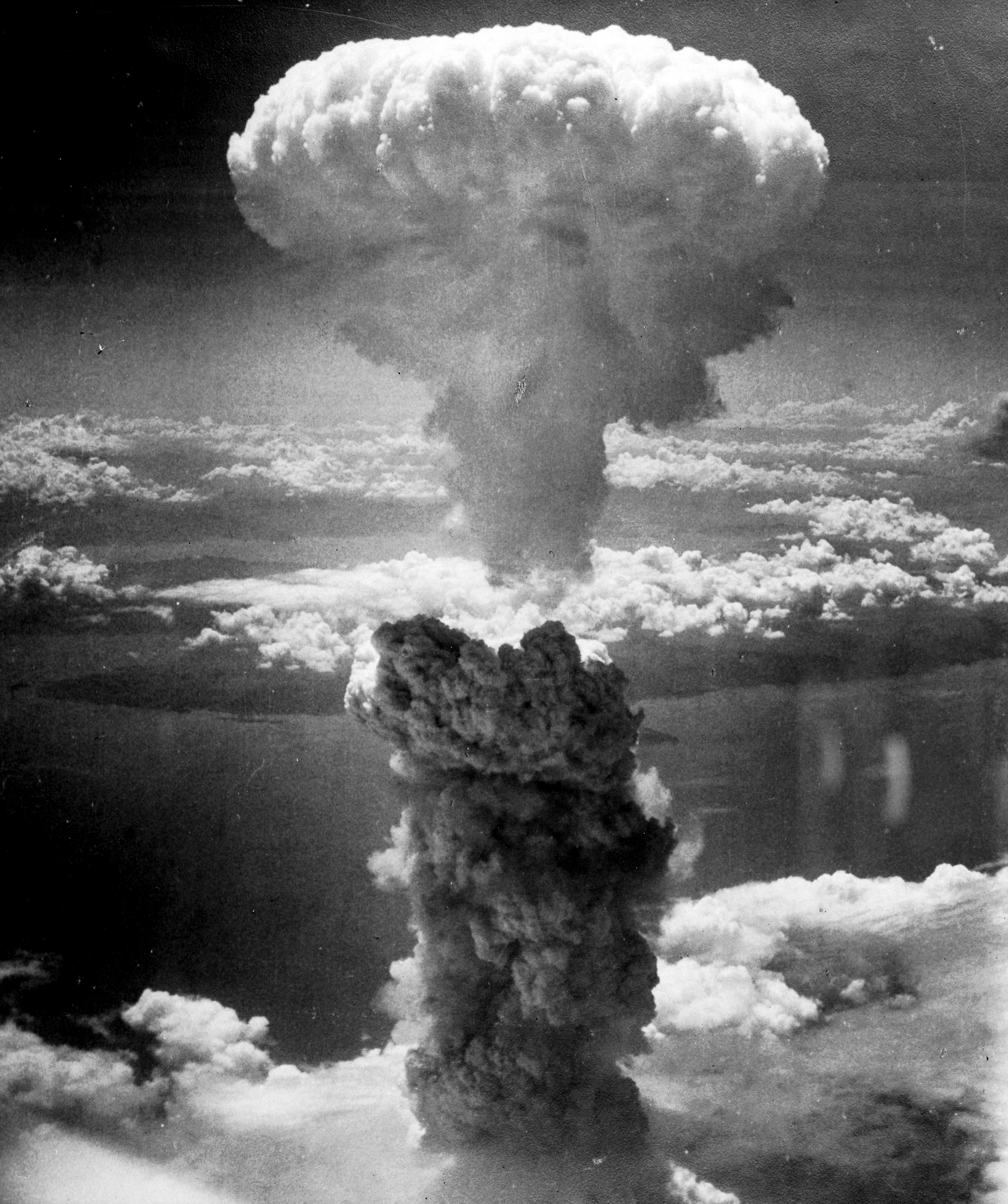
Pilzwolke nach Atombombenabwurf auf Nagasaki. Der Abwurf und die Detonation erfolgte am 9. August 1945.

### Vereinigte Staaten von Amerika
Die Vereinigten Staaten entwickelten während des Zweiten Weltkrieges die erste Atombombe – ursprünglich aus der Angst heraus, Nazideutschland könnte eine nukleare Waffe zuerst fertigstellen und im Krieg einsetzen. Die USA testeten am 16. Juli 1945 erstmals eine Plutoniumbombe in der Wüste von New Mexico auf den White Sands Proving Grounds (Trinity-Test). Am 6. und 9. August 1945 setzten sie die neuartige Waffe erstmals bei den Angriffen auf die japanischen Städte Hiroshima und Nagasaki ein. Damit sind die USA bisher die einzige Nation, die Kernwaffen nicht nur getestet, sondern auch gegen die Zivilbevölkerung eines anderen Landes eingesetzt hat. Um das Jahr 1950 begann der Rüstungswettlauf zwischen den USA und der Sowjetunion, in dem die beiden Supermächte ein gigantisches Arsenal an nuklearen Waffen anhäuften. Ein weiterer Entwicklungssprung war hierbei die Wasserstoffbombe, die 1952 erstmals getestet wurde und ab 1954 zum Einsatz bereitstand.

### Russland
Die Sowjetunion testete ihre erste Kernwaffe am 29. August 1949. Wesentliche Forschungsergebnisse aus dem US-Projekt waren durch Spionage erlangt worden. Die eigentliche Motivation zur Entwicklung nuklearer Waffen war, im sich seit 1945 anbahnenden Kalten Krieg Anschluss an den Konkurrenten USA zu halten, was schließlich spätestens ab 1950 zum Rüstungswettlauf zwischen den beiden Mächten führte. Die erste sowjetische Wasserstoffbombe wurde am 12. August 1953 in Semipalatinsk getestet. Eine weiterentwickelte Version mit einer Sprengkraft von etwa 1,6 Megatonnen wurde 1955 gezündet.
Die Entwicklung und Erprobung der ersten funktionsfähigen Interkontinentalrakete R-7 durch die Sowjetunion 1957 verursachte im Westen den sogenannten Sputnik-Schock.
Auf dem Höhepunkt des Kalten Krieges entwickelte die Sowjetunion mit der sogenannten Zar-Bombe die größte jemals entwickelte Bombe. Sie hatte eine Sprengkraft von 50 MT, war militärisch kaum einsetzbar und diente in erster Linie als Demonstrationsobjekt. Ursprünglich war sie für eine Sprengkraft von 100 bis 150 Megatonnen konzipiert, beim Test wurde diese jedoch, durch Entfernung der äußeren Uranummantelung und damit der 4. Stufe der Bombe, reduziert, da sonst unverantwortbar viel Radioaktivität freigesetzt worden wäre.
Bis etwa Ende der 1960er Jahre erreichte die Sowjetunion im Wettrüsten eine ungefähre nuklearstrategische Parität mit den anfangs überlegenen USA. Nach ihrer Auflösung im Dezember 1991 gingen ihre Nuklearwaffen, entsprechend der Vereinbarungen des Budapester Memorandums von 1994, in den Besitz Russlands über.
Russland verfügt nach westlichen Schätzungen 2021 über 6.255 Atomsprengköpfe, wovon 4.830 operativ sein sollen.

### Vereinigtes Königreich
Das Vereinigte Königreich führte am 3. Oktober 1952 seinen ersten Kernwaffentest durch, die Operation Hurricane vor der Küste Australiens. Das britische Projekt erhielt bereits während des Krieges wichtige Daten aus dem Manhattan-Projekt der USA, weshalb ein so rascher Erfolg möglich war. Auch nach Kriegsende kooperierten die beiden Länder eng bei der Entwicklung nuklearer Waffen durch das Mutual Defence Agreement (MDA) ab 1958. Den USA war daran gelegen, dass eine unabhängige Atommacht in Europa existiert, um die Sowjetunion in Schach zu halten. So flossen weiterhin wichtige Erkenntnisse nach Großbritannien, sodass das Land am 15. Mai 1957 seine erste Wasserstoffbombe testen konnte. Der Test fand ebenfalls vor Australien statt (siehe Liste von Kernwaffentests; diese ist nach Ländern sortierbar). Ein wichtiges Forschungszentrum war Harwell (AERE); die Produktion von Kernmaterial wurde in Sellafield aufgebaut; es wurde durch den Windscale-Brand 1957 weltbekannt.

### Frankreich
Unter Charles de Gaulle verfolgte Frankreich eine sehr isolationistische Außenpolitik, die u. a. zum Einstellen der militärischen Zusammenarbeit mit der NATO führte. Um trotzdem im Ring der Supermächte mitzuspielen, wurde dann auch unter beachtlichen Kosten ein eigenes Atombombenprojekt gestartet. Die Nukleartests fanden anfangs in französischen Kolonien in Nordafrika statt, wo gewisse Bevölkerungsteile und auch französische Soldaten durch die Strahlung Langzeitschäden davontrugen.
Der damalige Staatspräsident von Frankreich Jacques Chirac drohte im Januar 2006, wer als Staatsführer Frankreich mit terroristischen Mitteln angreife oder den Einsatz von Massenvernichtungswaffen auch nur erwäge, müsse sich auf eine „entschlossene und angepasste Antwort“ einstellen, die konventionell oder auch „anderer Art“ sein könne.

### Volksrepublik China
Die Volksrepublik China testete bislang 23 Atomwaffen oberirdisch und 22 unterirdisch. Das Kernwaffentestgelände Lop Nor liegt in dem Gebirge Kuruk Tag bei dem Bosten-See in Xinjiang. China hat 1964 den einseitigen Verzicht auf den Ersteinsatz von Kernwaffen erklärt. Die letzten Explosionen fanden 1996 statt.

## Faktische Atommächte (nicht-NVV)
Diese vier Staaten verfügen über Kernwaffen, sind aber dem Atomwaffensperrvertrag (NVV) nicht beigetreten oder haben nukleare Sprengsätze nach 1968 getestet. Nordkorea trat dem NVV 1985 bei, ist aber 2003 wieder ausgetreten.
| Land      | Erstzündung  | Kernsprengköpfe Alle Kennzahlen Stand 2023 nach Schätzungen der FAS und SIPRI | Trägersysteme             |
| Land      | Atombombe    | Kernsprengköpfe Alle Kennzahlen Stand 2023 nach Schätzungen der FAS und SIPRI | Trägersysteme             |
| --------- | ------------ | ----------------------------------------------------------------------------- | ------------------------- |
| Israel    | Unbekannt    | 90 (alle aktiv, gelagert)                                                     | Vermutet: Luft, Land, See |
| Indien    | 18. Mai 1974 | 164–172 (alle aktiv, gelagert)                                                | Luft, Land, See           |
| Pakistan  | 28. Mai 1998 | 170 (alle aktiv, gelagert)                                                    | Luft und Land             |
| Nordkorea | 9. Okt. 2006 | 50 (alle aktiv, gelagert)                                                     | Land und See              |

Im Folgenden werden die Länder einzeln behandelt.

### Indien

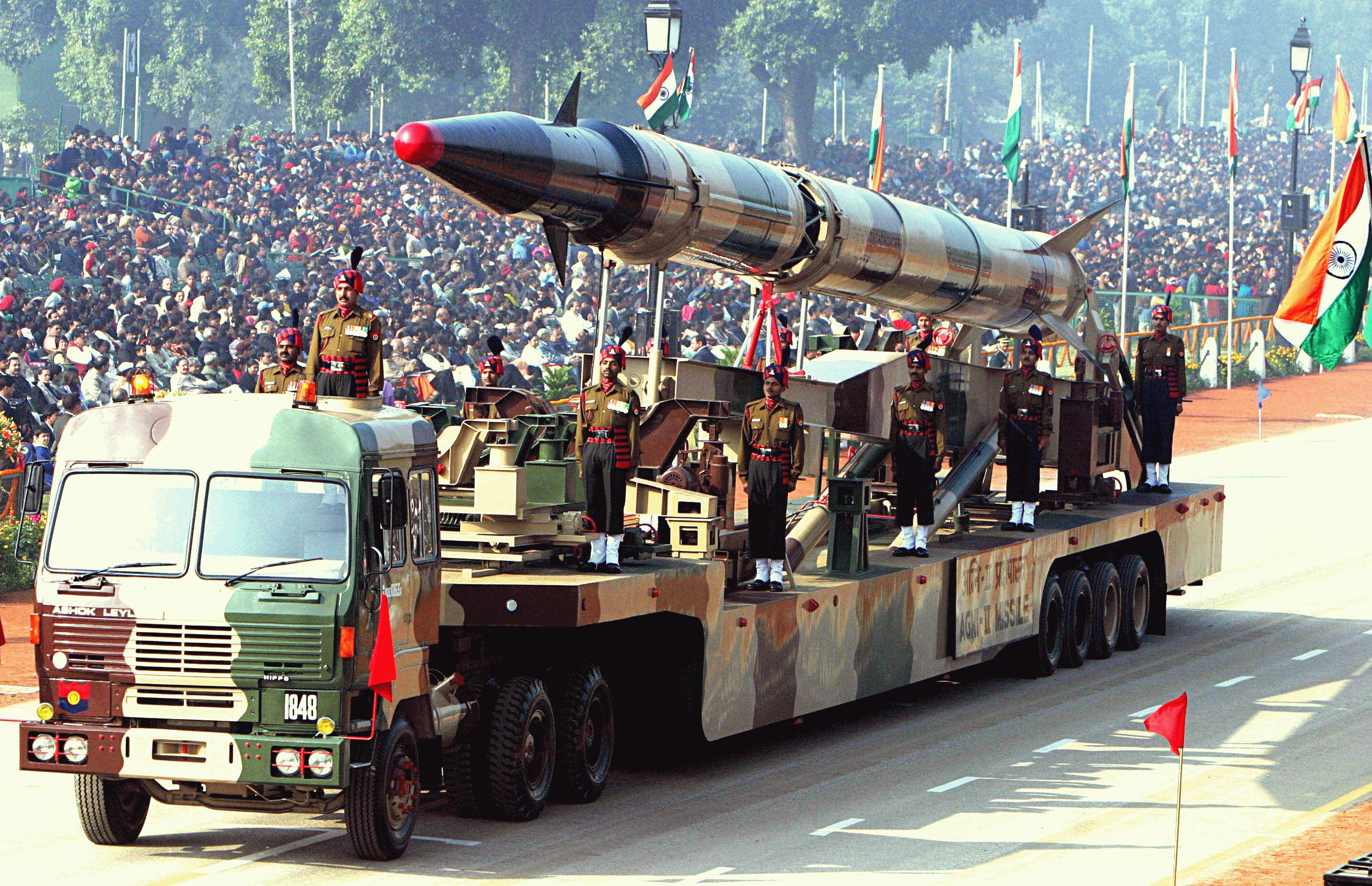
Eine indische Agni-II-Mittelstreckenrakete bei der Militärparade zum Nationalfeiertag 2004

Indien ist seit dem 18. Mai 1974 im Besitz von Kernwaffen, Atomtests wurden durchgeführt. Das Bulletin of the Atomic Scientists schätzte Indiens Arsenal 2002 auf 30 bis 35 Sprengköpfe, globalsecurity.org 2005 auf bis zu 150. Indien verzichtet seit 1999 einseitig auf die Option des nuklearen Erstschlags.

### Pakistan
Das pakistanische Kernwaffenprogramm wurde erstmals am 27. Juni 1979 von dem US-amerikanischen Vertreter im IAEO-Gouverneursrat angesprochen. Entsprechende Anlagen seien im Land vorhanden und würden entwickelt. Finanziert werde das Programm von Saudi-Arabien, den Vereinigten Arabischen Emiraten, dem Irak und Libyen. Die pakistanische Regierung dagegen betonte, sie denke nicht daran, eine eigene Atombombe herzustellen; das Kernprogramm diene friedlichen Zwecken.
Pakistan besitzt vermutlich seit Beginn der 1980er Jahre Kernwaffen. Diese wurden unter Leitung von Abdul Kadir Khan entwickelt und am 28. Mai 1998 zum ersten Mal getestet. Das Arsenal wird auf 24 bis 48 Sprengköpfe geschätzt, einige Quellen schätzen die Zahl auf bis zu 75. Das Land behält sich im Rahmen seiner Nukleardoktrin die Option auf einen atomaren Erstschlag explizit vor.
Vor 1998 verkaufte Khan Anleitungen und Ausrüstungen für den Bau nuklearer Sprengsätze. Libyens Diktator Muammar al-Gaddafi kaufte das Komplettprogramm, die Islamische Republik Iran interessierte sich vor allem für Uran-Zentrifugen. Mit Nordkorea tauschte er Atomtechnologie gegen Baupläne für Langstreckenraketen. 2004 wurden diese Deals bekannt. Pakistans Führung behauptete, über die Geschäfte Khans in Unkenntnis gewesen zu sein. Der im Volk als Nationalheld verehrte „Vater der pakistanischen Bombe“ wurde für seine Taten nie belangt. Khan entschuldigte sich im pakistanischen Fernsehen öffentlich. 2009 schwärmte er über eine nukleare Partnerschaft mit Iran: beide Länder könnten in der Region einen starken islamischen Block bilden, „um uns internationalem Druck zu widersetzen“.

### Nordkorea
Nordkorea betreibt nach eigenen Angaben ein Kernwaffenprogramm, in dessen Rahmen es Plutonium für mehrere Atombomben hergestellt hat. Im Februar 2005 erklärte das Land, Kernwaffen zu besitzen. Laut Meldung der nordkoreanischen Nachrichtenagentur KCNA hat Nordkorea – internationalen Protesten zum Trotz – am 9. Oktober 2006 um 10:36 Uhr (Ortszeit) zum ersten Mal nach eigener Angabe eine Kernwaffe getestet. Russische Messstationen registrierten eine Magnitude der Stärke 3,6. Endgültige Beweise, dass es sich tatsächlich um einen Atomwaffentest handelte, ergaben die Testergebnisse eines US-amerikanischen Militärflugzeuges, das am 11. Oktober Luftproben über dem Gebiet der unterirdischen Explosion sammelte. Damit ist Nordkorea die neunte Nuklearmacht weltweit. Seit Mitte April 2012 bezeichnet sich Nordkorea auch in seiner Verfassung als Atommacht. Das Institute for Science and International Security schätzt Nordkoreas nukleares Arsenal auf 12 bis 27 Sprengköpfe. Nach nordkoreanischen Angaben wurde im Jahr 2017 erstmals eine Wasserstoffbombe auf nordkoreanischem Gebiet getestet.

### Israel
Das israelische Atomprogramm begann in den 1950er Jahren mit Unterstützung Frankreichs. Zwar hat die israelische Regierung über Menge und Qualität ihres Kernwaffenarsenals nie ausdrücklich Auskunft gegeben, doch es gilt als sicher, dass Israel spätestens seit 1967 über Atombomben verfügt. 1975 bot Israel Südafrika Atomwaffen zum Kauf an. Genauere Informationen wurden erstmals 1986 öffentlich, als Mordechai Vanunu, damals Techniker am Kernforschungszentrum Negev, Fotos und Unterlagen über das israelische Atomprogramm an die Presse weitergab. Basierend auf Vanunus Enthüllungen wurde das israelische Arsenal Anfang der 1990er Jahre auf 100 bis 200 Sprengköpfe geschätzt. Andere Schätzungen liegen bei 75 bis 130 Sprengköpfen Ende der 1990er Jahre; wieder andere liegen bei bis zu 400.
Ebenfalls wenig bekannt ist über eventuelle Kernwaffentests Israels. Es ist gut möglich, dass Israel auf vollständige Kernwaffentests (im Gegensatz zum Test einzelner Bauteile ohne Kettenreaktion) verzichten konnte. Erstens ist das Gun-Design, das auch bei der Hiroshima-Bombe verwendet wurde, so einfach, dass auf Tests verzichtet werden kann. Zweitens wird spekuliert, dass Israel Zugriff auf die Daten französischer oder amerikanischer Atomtests hatte. Nicht geklärt ist, ob es sich beim Vela-Zwischenfall 1979 südlich von Südafrika um einen Kernwaffentest mit israelischer Beteiligung handelte.
In einem Interview am 11. Dezember 2006 im Rahmen seines Deutschland-Besuchs deutete der israelische Ministerpräsident Ehud Olmert erstmals den israelischen Kernwaffenbesitz an, indem er ein unkontrollierbares Bedrohungspotenzial Irans gegenüber westlichen Atommächten wie Russland, Frankreich, den USA „und Israel“ kritisierte. Im Mai 2009 beendete auch die amerikanische Regierung ihr Stillschweigen und verlangte einen Beitritt zum Atomwaffensperrvertrag.

## Nukleare Teilhabe (NATO-Länder)
Fünf NATO-Staaten verfügen im Rahmen der sogenannten „nuklearen Teilhabe“ über die militärischen Mittel, Atomwaffen aus US-amerikanischen Beständen einzusetzen. Diese werden dauerhaft in den jeweiligen Ländern gelagert und können im Kriegsfall im gegenseitigen Einvernehmen durch die Truppen des Gastlandes eingesetzt werden. Die Planung der nuklearen Strategie der NATO erfolgt über die Nukleare Planungsgruppe (NPG). Die Autorität über den Einsatz der Waffen hat der U.S. Präsident, siehe auch National Command Authority.

### Belgien
Stand 2019 lagerten rund 20 US-amerikanische Atombomben vom Typ B61 im Rahmen der „nuklearen Teilhabe“ auf dem Militärflugplatz Kleine Brogel.

### Deutschland
Bereits der NS-Staat verfolgte ein Atomprogramm, das sogenannte Uranprojekt. Dieses Programm hat letztendlich mit zum Manhattan-Projekt der USA beigetragen, da die Furcht vor einem nuklear bewaffneten Deutschland in den USA zu groß war.

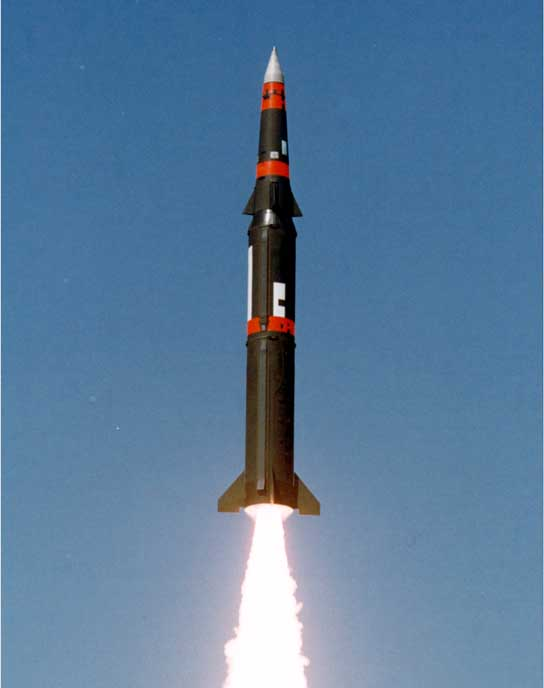
Das Pershing-System wurde ab 1960 in Westdeutschland aktiviert. Das Vorgängersystem war Redstone. Auf dem Foto ist eine Pershing II Rakete beim Start zu sehen.

Franz Josef Strauß plante nach 1955 als Bundesminister für Atomfragen der Bundesrepublik Deutschland im Rahmen des Atoms-for-Peace-Programms den technologischen Anschluss, ein Kernwaffenprogramm wurde aber nie gestartet. Dementsprechend besitzt Deutschland nach wie vor keine Kernwaffen. Es wurden allerdings zahlreiche Kernwaffen der USA und der UdSSR auf deutschem Boden in sogenannten „Sondermunitionslagern“ deponiert.
Wie andere NATO-Staaten verfügt auch die Bundesrepublik über eine nukleare Teilhabe an US-Kernwaffen, die auf deutschen Waffenträgern eingesetzt werden können. Überdies hat auch Frankreich der deutschen Bundesregierung bislang zweimalig eine deutsche Teilhabe an der Verfügungsgewalt und Einsatzentscheidung über die französischen Atomwaffen angeboten. Beidmalig lehnte die Bundesregierung dies jedoch mit dem Hinweis ab, dass die Bundesrepublik Deutschland den Erwerb von Atomwaffen nicht anstrebe und deswegen auch im Jahre 1969 dem Atomwaffensperrvertrag beigetreten sei.
In Deutschland lagerten Stand 2019 im Rahmen der „nuklearen Teilhabe“ rund 20 US-amerikanische Atombomben vom Typ B61 auf dem Fliegerhorst Büchel.
Im Februar 2021 stellten die Bundestagsfraktionen der Parteien Die Linke und Bündnis 90/Die Grünen getrennte Anträge auf ein Ende der „nuklearen Teilhabe“ und einen Beitritt der Bundesrepublik Deutschland zum Atomwaffenverbotsvertrag (TPNW). Die Anträge fanden keine parlamentarische Mehrheit. Nach der Bundestagswahl 2021 erklärte die grüne Bundesaußenministerin Annalena Baerbock, sie sehe Deutschland zur nuklearen Teilhabe „verpflichtet“.
Das Kampfflugzeug Lockheed Martin F-35, das für die Bundeswehr angeschafft werden soll, wurde ausdrücklich unter dem Gesichtspunkt ausgewählt, nach der anstehenden Ausmusterung des Typs Panavia Tornado die „nukleare Teilhabe“ fortführen zu können.

### Italien
In Italien wurde 1948 eine Arbeitsgruppe gebildet, die den Bau eines Forschungsreaktors, von Schiffsreaktoren und von Kernwaffen vorbereiten sollte. Nach Verzögerungen, dem Scheitern multilateraler Abkommen und der Weigerung der Vereinigten Staaten, Polaris-Raketen an die italienische Marine zu liefern, wurde das italienische Kernwaffenprogramm im Jahr 1964 bei dem militärischen Kernforschungszentrum CAMEN bei Pisa wieder aufgenommen und dann auch mit der Entwicklung der italienischen Mittelstreckenrakete Alfa begonnen. Italien trat dem Atomwaffensperrvertrag 1968 bei, ratifizierte ihn jedoch erst 1975. Damit endete das italienische Kernwaffenprogramm.
Italien verfügt seit 1959 über eine nukleare Teilhabe an US-Kernwaffen. Stand 2019 lagerten rund 20 US-amerikanische Atombomben vom Typ B61 auf der Aviano Air Base und weitere 20 auf dem Militärflugplatz Ghedi.

### Niederlande
Stand 2019 lagerten rund 20 US-amerikanische Atombomben vom Typ B61 im Rahmen der „nuklearen Teilhabe“ auf dem Militärflugplatz Volkel. Das niederländische Parlament untersagte 2012, neu anzuschaffende Kampfflugzeuge vom Typ Lockheed Martin F-35 mit den Vorrichtungen zum Einsatz von Atomwaffen auszustatten. Mit der anstehenden Ausmusterung der General Dynamics F-16 würden den niederländischen Streitkräften damit keine Mittel zur „nuklearen Teilhabe“ mehr zur Verfügung stehen.

### Türkei
Stand 2019 lagerten rund 50 US-amerikanische Atombomben vom Typ B61 im Rahmen der „nuklearen Teilhabe“ auf der Incirlik Air Base.

## Kernwaffenbestände
Hinweis: Exakte Zahlen unterliegen teils der Geheimhaltung. Einige der Schätzungen stammen von der gleichen Quellen (H. Kristensen), siehe die Einzelhinweise.
- Schätzungen der Atomstreitkräfte und Bestände durch die US-basierte, überparteiliche Mitgliederorganisation Arms Control Association (ACA) (Stand 06/2023)
- Schätzungen der Atomstreitkräfte und Bestände durch die Federation of American Scientists (FAS), speziell des Friedensforschers H. Kristensen (siehe auch „Nuclear Forces Guide“ von H. Kristensen)
- Schätzungen als Teils des SIPRI Yearbook (z. B. Jahrgang 2023); die Daten kommen heutzutage auch von H. Kristensen
- Schätzungen der Atomstreitkräfte und Bestände (das „Nuclear Notebook“) des Bulletin of the Atomic Scientists
- Zwischen 1981 und 1991 gab die US Defense Intelligence Agency (DIA) jährlich eine Übersicht „Soviet Military Power“ heraus. Die Inhalte wurden bei der FAS archiviert.[35] Letzter Stand ist ein Report für 2017 „Russia Military Power“.[36]

## Vermutete Kernwaffenprogramme
Diesen Staaten wird unterstellt, sie hatten oder haben die Absicht, Kernwaffen zu produzieren. Viele Fakten dazu sind der Öffentlichkeit nicht bekannt; sie werden von Regierungen bzw. Geheimdiensten geheim gehalten bzw. nur wenigen Menschen zugänglich gemacht.

### Iran
Die Islamische Republik Iran betreibt nach eigenen Angaben kein Kernwaffenprogramm. Die USA und auch die UN befürchten, dass Iran inoffiziell an einem Kernwaffenprogramm arbeitet, auch wenn dies durch dauerhafte und intensive Überwachung der Atomenergiebehörde IAEA nicht bestätigt wird. Ob Iran bereits über die technischen Einrichtungen verfügt, um selbst Kernwaffen zu bauen, ist nicht sicher. Am 11. Februar 2010 hat Irans Präsident das Land offiziell zum „Atomstaat“ erklärt, bestritt aber weiterhin militärische Absichten in diesem Zusammenhang. Anfang Februar 2023 wurde bekannt, dass man in Iran mittlerweile eine Urananreicherung von bis zu 60 Prozent, also fast auf Waffenqualität, erreichen kann. Das stellt einen Verstoß gegen internationale Verträge dar.

### Saudi-Arabien
Weitgehend gesichert ist eine Beteiligung Saudi-Arabiens am pakistanischen Atom-Programm, welches das Land „zu einem nicht unerheblichen Teil finanziert hat“. Es wird vermutet, dass Saudi-Arabien eine Option auf die Bombe erhalten hat, „wenn sie das Verlangen danach verspüren“. Im Fall des Falles müsse Riad nicht erst mühsam Komponenten für ein eigenes Nuklearprogramm kaufen. „Die Saudis hätten genügend Geld, um fertige Atomwaffen zu kaufen“, so Oliver Thränert, Chef der Forschungsgruppe Sicherheitspolitik bei der Stiftung Wissenschaft und Politik in Berlin. Frühere, direkte Kontakte zu Abdul Kadir Khan sind nachgewiesen. In welchem Ausmaß die Streitkräfte Saudi-Arabiens Zugriff auf pakistanische Nuklearwaffen haben, ist unklar. Mit der CSS-2 und der Ghauri II besitzen die Streitkräfte nuklearwaffenkompatible Trägersysteme.

## Nuklearstrategie
Die gesamte Nuklearstrategie ist noch weitaus stärker als gewöhnliche Militärstrategien durch reine Theorie, Spekulationen und Unwägbarkeiten charakterisiert, was vor allem mit den unvorstellbaren Auswirkungen zusammenhängt, die bereits eine einzige große Kernwaffendetonation hätte.

### Erstschlag
Man unterscheidet die Fähigkeit einer Atommacht zum sogenannten Erstschlag beziehungsweise Zweitschlag. Erstschlagfähigkeit ist gegeben, wenn der betreffende Staat die Fähigkeit besitzt, mit einem ersten Angriff die Nuklearwaffen eines Gegners komplett zu zerstören oder zumindest dessen Waffenarsenal so weit zu reduzieren, dass die Schäden eines eventuellen Gegenangriffs aus politischer und militärischer Sicht „akzeptabel“ erscheinen.

### Zweitschlagfähigkeit
Als Zweitschlagfähigkeit bezeichnet man die Fähigkeit eines Staates, auch nach einem nuklearen Angriff auf das eigene Territorium nuklear zurückschlagen zu können. Benötigt werden für dieses Potential in erster Linie ein Frühwarnsystem zur Sicherung vor Überraschungsangriffen, daneben ein belastbares Führungssystem für die eigenen Kräfte. Sehr wichtig ist ein großflächiger Stationierungsraum, wie er den beiden Supermächten zur Verfügung steht, außerdem Trägersysteme, die einen nuklearen Angriff überstehen können, wie an Land verbunkerte, vor allem aber seegestützte Interkontinentalraketen.

## Ehemalige Atommächte und nukleare Ambitionen
Die folgenden Staaten haben ehemals Kernwaffen besessen oder an entsprechenden Programmen gearbeitet.

### Ägypten
Ägypten begann 1954 sein Kernwaffenprojekt, maß dem Programm allerdings keine allzu große Bedeutung zu. 1961 wurde in Kairo der Insha-Reaktor mit Unterstützung der Sowjetunion gebaut. Nach der Niederlage gegen Israel 1967 gab Ägypten das Projekt auf und unterzeichnete den Atomwaffensperrvertrag. Der Insha-Reaktor ist immer noch in Betrieb, das Land plant den Bau weiterer Kraftwerke. Außerdem hält es Ausschau nach Möglichkeiten zur eigenen Urananreicherung.

### Algerien
Im Jahr 1991 erlangten die USA Kenntnisse über den geheimen Bau des Birine-El-Salam-Schwerwasserreaktors in Algerien. Die Washington Post beschuldigte das Land, mithilfe der chinesischen Regierung Kernwaffen entwickeln zu wollen. Die damalige algerische Regierung bestätigte, einen Reaktor zu bauen, stritt aber militärische Zwecke oder Geheimhaltung ab. Unter internationalem Druck stellte Algerien den Reaktor unter Kontrolle der IAEO und unterzeichnete im Januar 1995 den Atomwaffensperrvertrag. Das Kernenergieprogramm blieb so intransparent wie möglich.

### Argentinien
Argentinien richtete 1950 die nationale Atombehörde Comisión Nacional de Energía Atómica ein, um die Kernenergie für friedliche Zwecke zu nutzen. Allerdings nahm das Land 1978 unter der Militärregierung ein Kernwaffenprogramm auf. Das Projekt wurde nach der Demokratisierung im Jahr 1983 aufgegeben. Jedoch enthalten einige inoffizielle Berichte sowie US-Geheimdienstdossiers Informationen darüber, dass Argentinien noch während der 1980er Jahre ein Programm zur militärischen Nutzung der Kernenergie unterhielt, das den Bau eines Nuklear-U-Boots vorsah. Grund dafür waren Rivalitäten mit dem Nachbarland Brasilien, das seinerseits ebenfalls ein Nuklearwaffenprogramm unterhielt. Das Programm wurde um 1980 abgebrochen. Anfang der 1990er Jahre richteten Argentinien und Brasilien eine bilaterale Behörde ein, die mit Hilfe von gegenseitigen Kontrollen sicherstellen soll, dass beide Staaten jede Form von Nukleartechnologie ausschließlich zur Energiegewinnung einsetzen. Am 10. Februar 1995 trat Argentinien dem Atomwaffensperrvertrag bei.

### Australien
Australien versuchte nach dem Zweiten Weltkrieg, nukleare Waffen in Zusammenarbeit mit dem Vereinigten Königreich zu entwickeln. Das Land stellte Uran sowie Testgelände in der australischen Wüste für Raketen- und Kernwaffentests zur Verfügung. Die australische Regierung war darüber hinaus am Blue-Streak-Raketenprogramm beteiligt. 1955 wurde mit einem britischen Unternehmen ein Vertrag über den Bau des Hi-Flux Australian Reactor (HIFAR) abgeschlossen. Dies wurde als erster Schritt angesehen, größere Reaktoren zu errichten, die ausreichende Mengen an waffenfähigem Plutonium produzieren könnten. In den 1960ern gab Australien allerdings seine nuklearen Ambitionen auf und unterzeichnete 1970 den Atomwaffensperrvertrag. 1973 wurde der Vertrag ratifiziert.

### Brasilien
Brasilien unterzeichnete 1968 den Vertrag von Tlatelolco, der den Staaten Lateinamerikas und der Karibik den Erwerb und Besitz von Nuklearwaffen verbietet. Dennoch begann das
Militärregime 1978 ein geheimes Kernwaffenprojekt unter dem Decknamen „Solimões“. Als das Land 1985 zur Demokratie zurückkehrte, beendete die gewählte Regierung sämtliche Programme zur militärischen Nutzung der Kernenergie. Die offizielle Abkehr von Bestrebungen dieser Art erfolgte am 13. Juli 1998, als Präsident Fernando Henrique Cardoso sowohl den Atomwaffensperrvertrag als auch den Kernwaffenteststopp-Vertrag unterzeichnete und ratifizierte. Er dementierte, dass das Land nukleare Waffen entwickelt habe.

### Irak
Das irakische Kernwaffenprogramm begann angeblich bereits Ende der 1960er Jahre, ohne dass es den irakischen Wissenschaftlern je gelang, eine funktionsfähige Bombe herzustellen. Das Programm erlitt Rückschläge durch die Zerstörung des mit französischer Hilfe gebauten Reaktors Osirak durch Israel im Jahr 1981 sowie durch das Technologie-Embargo während und nach dem Iran-Irak-Krieg 1980 bis 1988, an das sich auch die Sowjetunion und China hielten. Im zweiten Golfkrieg „Desert Storm“ 1991 wurde der Großteil der Anlagen zerstört. Nach dem Einmarsch der USA in den Irak 2003 wurden keine Beweise für eine Wiederaufnahme des Kernwaffenprogramms und für die Existenz von atomaren Massenvernichtungswaffen gefunden.

### Jugoslawien
In Jugoslawien begannen die Bestrebungen zur Entwicklung von Kernwaffen bereits in den 1950ern mit Forschungen zur Urananreicherung. 1956 wurde die Vinča-Anlage zur Anreicherung von Kernbrennstoffen errichtet; 1958 und 1959 folgte der Bau von Forschungsreaktoren. Für letztere stellte die Sowjetunion schweres Wasser sowie angereichertes Uran zur Verfügung. Bereits 1966 begann in der Vinča-Anlage auch die Produktion von Plutonium, die einige Gramm waffenfähiges Plutonium hervorbrachte. Während der 1950er und 1960er Jahre bestand im Bereich der Plutoniumanreicherung auch eine Zusammenarbeit mit Norwegen. 1960 setzte Tito das Programm aus unbekannten Gründen aus, nahm es dann aber 1974 wieder auf, nachdem Indien die ersten Atomtests durchführte. Auch nach Titos Tod wurde das Programm fortgeführt, nun allerdings in zwei Sparten aufgeteilt: eine für militärische Nutzung und eine für zivile Kernenergie. Letztere brachte 1983 das Kernkraftwerk Krško hervor, das heute von Slowenien und Kroatien gemeinschaftlich zur Elektrizitätserzeugung betrieben wird. Im Jahr 1987 wurde dann die Entscheidung getroffen, sämtliche militärischen Atomprojekte einzustellen.
Nach dem Zerfall Jugoslawiens gingen die Vinča-Laboratorien zusammen mit 50 kg hochangereichertem Uran (HEU) in den Besitz der Bundesrepublik Jugoslawien über. Die National Nuclear Security Administration arbeitete seit 1996 mit Serbien zusammen, um die Sicherheitsstandards der Anlage zu verbessern. Während des Angriffs der NATO auf Jugoslawien 1999 im Verlauf des Kosovokriegs wurde die Vinča-Anlage nie bombardiert; das Bündnis war sich der Existenz und der Gefahr des angereicherten Urans bewusst. Im Rahmen der Nuclear Threat Initiative wurden 2002 48,4 kg HEU nach Russland transportiert. Weitere 13 kg HEU (zusammen mit 2,5 t niedrig angereichertem Uran) wurden 2010 nach Russland transportiert, wonach Serbien über keine Bestände an HEU mehr verfügt.

### Libyen
Libyen unterzeichnete den Atomwaffensperrvertrag 1969. In den 1970er Jahren wurde ein Vertrag mit der Sowjetunion abgeschlossen, um das zivile Kernkraftwerk Sirt zu errichten. Muammar al-Gaddafi allerdings erklärte, Kernwaffen entwickeln zu wollen, da auch Israel Kernwaffen habe. Libyen erhielt 1979 einen sowjetischen Reaktor und tauschte außerdem Kenntnisse und Material mit Pakistan aus. 1984 kaufte das Land einen weiteren Reaktor von der Sowjetunion. Im Dezember 2003 hat es angekündigt, alle Programme für Massenvernichtungswaffen aufzugeben und internationale Inspektionen zuzulassen; 2004 folgte der Beitritt zum Kernwaffenteststopp-Vertrag. Daraufhin wurden bestehende Handelsembargos gegen Libyen aufgehoben.

### Polen
Ab 1960 besaß die Volksrepublik Polen 200 Atomwaffen und 70 Startvorrichtungen, die von der Sowjetunion übergeben wurden. Ende der 1960er Jahre wurden die Waffen an die Sowjetunion zurückgegeben und diese stationierte eigene Atomwaffen in ihren Satellitenstaaten.
Polen initiierte in den 1960er-Jahren ein Nuklearprogramm. Die erste kontrollierte Kernspaltung erfolgte gegen Ende des Jahrzehnts. Während der 1970er-Jahre wurde das Projekt fortgeführt, den Forschern gelang die Erzeugung von Neutronen aus Fusion mittels konvergenter Schockwellen. In den Folgejahren richteten sich die Anstrengungen auf mikro-nukleare Reaktionen. Heute betreibt Polen den Forschungsreaktor Maria in Świerk nahe Warschau unter Aufsicht des Atomenergieinstituts. Das Land trat dem Atomwaffensperrvertrag bei und besitzt offiziell keine Kernwaffen.

### Republik China
Die Republik China (Taiwan) unterhielt von 1964 bis 1988 ein Nuklearwaffenprogramm, das auf Druck der USA eingestellt wurde. 1968 unterzeichnete das Land den Atomwaffensperrvertrag. Laut einem Memorandum des US-Verteidigungsministeriums von 1974 erklärte der damalige US-Verteidigungsminister James Schlesinger bei einem Gespräch mit Botschafter Leonard Unger, dass die Vereinigten Staaten ihre in Taiwan stationierten Kernwaffen abziehen müssten. Die Republik China gibt an, momentan an der Tien Chi zu arbeiten, einer Kurzstreckenrakete, die die Küste der Volksrepublik China erreichen könnte.

### Rumänien
Rumänien unterzeichnete 1970 den Atomwaffensperrvertrag. Dennoch unterhielt das Land unter Nicolae Ceaușescu in den 1980ern ein geheimes Kernwaffenprogramm. Mit dem Sturz Ceaușescus endete auch das Projekt. Rumänien besitzt heute ein Kernkraftwerk mit zwei in Betrieb befindlichen Reaktoren (Cernavodă), das mit kanadischer Hilfe errichtet wurde. Außerdem wird im Land Uran sowohl abgebaut als auch für die Benutzung im Kraftwerk angereichert. Ein ziviles Forschungsprogramm besteht ebenfalls.

### Schweden
Schweden forschte während der 1950er und 1960er Jahre an Kernwaffen, um sich gegen eine eventuelle Invasion der Sowjetunion verteidigen zu können. Eine Forschungseinrichtung sollte in Studsvik bei Nyköping errichtet werden. Der Forschungskomplex an diesem Ort wird heute noch durch das gleichnamige Unternehmen betrieben. Das Unternehmen Saab legte Pläne für einen nuklearen Überschallbomber vor, den A36 – das zum Bau einer nuklearen Bombe notwendige Know-how war vorhanden. Nachdem es aber alle wichtigen Kenntnisse erlangt hatte, entschloss sich das Land, keine Kernwaffen zu bauen, und unterzeichnete den Atomwaffensperrvertrag.

### Schweiz
In der Schweiz wurde 1945 die geheime Studienkommission für Atomenergie (SKA) unter Vorsitz des Physikers Paul Scherrer mit dem Ziel einer Schweizer Atombombe gebildet. In den 1960er Jahren war die Produktion von 200 Atombomben, 150 Atomsprengköpfen für Raketen und 50 Sprengköpfen für Artilleriegeschosse als Gegengewicht zu einer möglichen Atombewaffnung der Bundesrepublik Deutschland geplant. Diese Bestrebungen wurden erst mit der koordinierten Unterzeichnung des Atomwaffensperrvertrages durch die Schweiz am 27. November und die Bundesrepublik Deutschland am 28. November 1969 zurückgefahren.
Die Schweiz besaß mit den Reaktoren Diorit (1960–1977) und Lucens (1968–1969) zwei zur Produktion von waffenfähigem Plutonium geeignete Schwerwasserreaktoren. Das Programm wurde 1988 aufgegeben.

### Südafrika
Südafrika entwickelte unter der Apartheid-Regierung Atomwaffen, aller Wahrscheinlichkeit nach in Kooperation mit Israel. Im März 1975 führten die damaligen Verteidigungsminister Israels, Schimon Peres, und Südafrikas, Pieter Willem Botha, Gespräche über den Verkauf israelischer Atomwaffen an Südafrika. Es wird spekuliert, dass es sich beim Vela-Zwischenfall am 22. September 1979 um einen Kernwaffentest Südafrikas handelte, der möglicherweise ebenfalls mit israelischer Beteiligung ausgeführt wurde. Vor dem Ende der Apartheid zerstörte Südafrika mit US-amerikanischer Unterstützung 1991 seine sechs Kernwaffen, um danach dem Atomwaffensperrvertrag beizutreten und sich damit wieder in die internationale Gemeinschaft eingliedern zu können. Bis 1994 wurden die meisten südafrikanischen Kernwaffenanlagen abgebaut, einzelne sind aber noch vorhanden.

### Belarus, Kasachstan und Ukraine
Nach dem Zerfall der Sowjetunion gab es neben Russland drei Nachfolgestaaten der UdSSR mit Kernwaffen: die Ukraine, Belarus und Kasachstan. Die Ukraine war zeitweise das Land mit dem drittgrößten Kernwaffenarsenal der Erde. Alle diese Staaten waren Vertragsparteien des START-1-Vertrages, welcher 1991 von der Sowjetunion und den USA unterzeichnet wurde und 1995 in Kraft trat. Die Ukraine, Belarus und Kasachstan bekannten sich zum Atomwaffensperrvertrag und sicherten zu, ihr Kernwaffenarsenal zu vernichten. Kasachstan und Belarus wurden bis 1996 kernwaffenfrei. Der letzte ukrainische Sprengkopf wurde im Oktober 2001 in Russland vernichtet.

## Kritik

### Kernwaffen-kritische Meinungen oder Organisationen
- Beiträge unter dem Titel „atomwaffen a–z“ des Trägerkreis Atomwaffen abschaffen c/o Netzwerk Friedenskooperative mit Unterstützung durch Internationalen Ärzte für die Verhütung des Atomkrieges (IPPNW)
- Internationale Ärzte für die Verhütung des Atomkrieges (IPPNW), ein überparteilicher US-Verband seit 1980
- Internationale Kampagne zur Abschaffung von Atomwaffen (ICAN), eine internationale Bewegung seit ca. 2007

### Klage der Marshallinseln gegen die Atommächte
2014 verklagten die Marshallinseln die Atommächte USA, Russland, Großbritannien, Frankreich, China, Indien, Pakistan, Israel und Nordkorea vor dem Internationalen Gerichtshof. Nach Auffassung des Inselstaates kommen die genannten Staaten nicht ihrer Verpflichtung zur atomaren Abrüstung nach.

### Politik/Strategie
- Henry A. Kissinger: Nuclear Weapons and Foreign Policy (= Council on Foreign Relations). Harper & Brothers, New York 1957 (englisch, archive.org).
- R. N. Rosecrance (Hrsg.): The Dispersion of Nuclear Weapons (= National Security Studies Program (UCLA)). Columbia University Press, New York ; London 1964 (englisch, archive.org).
- Stephen J. Cimbala: The New Nuclear Disorder. Routledge, 2016, ISBN 978-1-317-02272-5, doi:10.4324/9781315555133 (englisch).
- Lawrence Freedman, Jeffrey Michaels: The Evolution of Nuclear Strategy. 4. Auflage. Palgrave Macmillan, London 2019, ISBN 978-1-137-57350-6.
- Charles L. Glaser, Austin Long, Brian Radzinsky (Hrsg.): Managing U.S. Nuclear Operations in the 21st Century. Brookings Institution Press, Washington 2022, ISBN 978-0-8157-3961-6 (englisch).

### Militär/Technik
- John Wilson Lewis, Litai Xue: China builds the bomb (= ISIS studies in international policy). Stanford University Press, Stanford, Calif 1988, ISBN 978-0-8047-1452-5 (englisch).
- Humphrey Wynn: RAF Strategic Nuclear Deterrent Forces. HMSO, London 1994, ISBN 978-0-11-772778-6 (englisch).
- James N. Gibson: Nuclear Weapons of the United States: An Illustrated History (= Schiffer Military History). Schiffer Pub, Atglen, PA 1996, ISBN 978-0-7643-0063-9 (englisch).
- Pavel Podvig (Hrsg.): Russian Strategic Nuclear Forces. MIT, Cambridge, MA 2004, ISBN 978-0-262-66181-2 (englisch).
- Larry M. Wortzel: China’s Nuclear Forces: Operations, Training, Doctrine, Command, Control and Campaign Planning. US Army War College Press, 2007 (englisch, armywarcollege.edu).
- Robert H. Paterson: Britain’s Strategic Nuclear Deterrent. Routledge, 2012, ISBN 978-1-136-31037-9, doi:10.4324/9780203044346 (englisch).
- CRS: Defense Primer: Strategic Nuclear Forces. Congressional Research Service, Washington, D.C. 2023 (englisch, congress.gov).